# Campeonato Brasileño de Fútbol Serie A 2021
El Campeonato Brasileño de Fútbol 2021 fue la  66.ª. edición del Campeonato Brasileño de Serie A. La temporada comenzó el 29 de  mayo y finalizó el 9 de diciembre.  
Por tercer año consecutivo se recurrió al árbitro asistente de video (VAR, por su sigla en inglés) para todos los juegos del campeonato.
Como en los últimos años, la Confederación Brasileña de Fútbol no estableció un número máximo de futbolistas extranjeros, sino solo cinco de ellos pudieron firmar planilla por partido.
El título se definió con dos rondas de anticipación, y el Atlético Mineiro se proclamó campeón 50 años después de su primera conquista, venciendo a Bahia 3-2 en Fonte Nova, en un partido válido de la ronda 32.
Un año después de subir, Chapecoense era el primer equipo con caída confirmada a la Serie B, sin ni siquiera jugar su partido, tras la victoria del Santos ante el Red Bull Bragantino, a falta de siete jornadas para el final del campeonato. Con tres jornadas para el final y perjudicado por la victoria del Atlético Goianiense por 2-1 ante el Bahia en Goiânia, y por Juventude por 1-0 ante el Red Bull Bragantino, en Caxias do Sul, el Sport fue el segundo club descendido, después de dos temporadas consecutivas en la élite y totalizando su sexto descenso a la Serie B. En la última ronda se conocieron los dos últimos clubes descendidos: Bahia, tras perder ante Fortaleza por 2-1, en Fortaleza, y Grêmio, que incluso tras vencer al Atlético Mineiro por 4-3 en Porto Alegre, fue perjudicado por la victoria del arquirrival Juventude sobre el Corinthians (1-0), en Caxias do Sul, celebrando su tercer descenso en la historia.
Otros eventos importantes del campeonato fueron las clasificaciones de Fortaleza, Red Bull Bragantino y América Mineiro para la Copa Libertadores 2022 por primera vez. El Corinthians regresó a la Libertadores después de quedar afuera en la temporada anterior. Un factor negativo fue la pelea de los clubes paulistas, Santos y São Paulo, contra el descenso sin precedentes a la Serie B.

## Sistema
Los 20 equipos participantes se enfrentaron en partidos de ida y vuelta en un sistema de todos contra todos. Al final de las 38 fechas el club con la mayor cantidad de puntos se proclamó campeón.
Como en las últimas ediciones, cada equipo podía incluir en el partido hasta cinco jugadores extranjeros, aunque en su plantel podía tener cuantos extranjeros quiera.

### Descenso
Los cuatro equipos que finalizaron en los últimos puestos en la tabla de posiciones final descendieron y jugaron la Serie B del siguiente año.

### Clasificación internacional
- Los cuatro equipos que ocuparon los primeros puestos clasificaron a la fase de grupos de la Copa Libertadores 2022. El 5.º y el 6.º puesto de la tabla clasificaron a la fase previa. En caso de que el campeón de la Copa de Brasil 2021 era uno de los primeros cuatro equipos, el equipo que ocupó el 5.º puesto clasificó a la fase de grupos; en cambio, si el campeón de la Copa de Brasil 2021 estaba entre el 5.º y el 6.º puesto de la tabla cedía al equipo que ocupaba el 7.º puesto de la tabla su lugar en la fase previa. Esto se debía a que el campeón de la Copa de Brasil obtuvo cupo directo a la fase de grupos.

- Los siguientes seis equipos, no clasificados a la Copa Libertadores, clasificaron a la Copa Sudamericana 2022.

- El campeón clasificó a la Supercopa de Brasil 2022.

### Criterios de desempate
1. Partidos ganados
2. Diferencia de goles
3. Goles a favor
4. Enfrentamientos directos
5. Cantidad de tarjetas amarillas
6. Cantidad de tarjetas rojas

## Relevos
Los descendidos en la Serie A 2020 fueron relevados por el campeón de la Serie B 2020, Chapecoense, que volvió luego de un paso fugaz en segunda división; América Mineiro, que regresó tras descender en el Campeonato Brasileño de Fútbol Serie A 2018; por el Juventude, que regresó después de disputar el Campeonato Brasileño de 2007; y por el Cuiabá que debuta en la máxima categoría del fútbol brasileño.  
| Pos. | Descendidos de la Serie A 2020 |
| ---- | ------------------------------ |
| 17.º | Vasco da Gama                  |
| 18.º | Goiás                          |
| 19.º | Coritiba                       |
| 20.º | Botafogo                       |

| Pos. | Ascendidos de la Serie B 2020 |
| ---- | ----------------------------- |
| 1.°  | Chapecoense                   |
| 2.°  | América Mineiro               |
| 3.°  | Juventude                     |
| 4.°  | Cuiabá                        |

## Datos
| Equipo               | Ciudad            | Estado             | Estadio           | Capacidad | Posición 2020 |
| -------------------- | ----------------- | ------------------ | ----------------- | --------- | ------------- |
| América Mineiro      | Belo Horizonte    | Minas Gerais       | Independencia     | 23.018    | 2.º Serie B   |
| Athletico Paranaense | Curitiba          | Paraná             | Arena da Baixada  | 42 370    | 9.º Serie A   |
| Atlético Goianiense  | Goiânia           | Goiás              | Antônio Accioly   | 12.500    | 13.º Serie A  |
| Atlético Mineiro     | Belo Horizonte    | Minas Gerais       | Mineirão          | 61.846    | 3.º Serie A   |
| Bahia                | Salvador          | Bahía              | Arena Fonte Nova  | 50 000    | 14.º Serie A  |
| Ceará                | Fortaleza         | Ceará              | Castelão          | 67 037    | 11.º Serie A  |
| Corinthians          | São Paulo         | São Paulo          | Arena Corinthians | 47 605    | 12.º Serie A  |
| Cuiabá               | Cuiabá            | Mato Grosso        | Arena Pantanal    | 44.000    | 4.º Serie B   |
| Chapecoense          | Chapecó           | Santa Catarina     | Arena Condá       | 20 089    | 1.º Serie B   |
| Flamengo             | Río de Janeiro    | Río de Janeiro     | Maracanã          | 78 838    | 1.º Serie A   |
| Fluminense           | Río de Janeiro    | Río de Janeiro     | Maracanã          | 78 838    | 5.º Serie A   |
| Fortaleza            | Fortaleza         | Ceará              | Castelão          | 67 037    | 16.º Serie A  |
| Grêmio               | Porto Alegre      | Río Grande del Sur | Arena do Grêmio   | 55 662    | 6.º Serie A   |
| Internacional        | Porto Alegre      | Río Grande del Sur | Beira-Rio         | 50 128    | 2.º Serie A   |
| Juventude            | Caxias do Sul     | Río Grande del Sur | Alfredo Jaconi    | 19 924    | 3.º Serie B   |
| Palmeiras            | São Paulo         | São Paulo          | Allianz Parque    | 43 713    | 7.º Serie A   |
| RB Bragantino        | Bragança Paulista | São Paulo          | Nabi Abi Chedid   | 17 128    | 10.º Serie A  |
| Santos               | Santos            | São Paulo          | Vila Belmiro      | 16 068    | 8.º Serie A   |
| São Paulo            | São Paulo         | São Paulo          | Morumbi           | 72 039    | 4.º Serie A   |
| Sport Recife         | Recife            | Pernambuco         | Ilha do Retiro    | 32 983    | 15.º Serie A  |

### Clubes por estado
| N | Estado             | Clubes                                                         |
| - | ------------------ | -------------------------------------------------------------- |
| 5 | São Paulo          | Corinthians, Palmeiras, Red Bull Bragantino, Santos, São Paulo |
| 3 | Río Grande del Sur | Grêmio, Internacional, Juventude                               |
| 2 | Ceará              | Ceará, Fortaleza                                               |
| 2 | Minas Gerais       | América Mineiro, Atlético Mineiro                              |
| 2 | Río de Janeiro     | Flamengo, Fluminense                                           |
| 1 | Bahía              | Bahia                                                          |
| 1 | Goiás              | Atlético Goianiense                                            |
| 1 | Mato Grosso        | Cuiabá                                                         |
| 1 | Pernambuco         | Sport Recife                                                   |
| 1 | Paraná             | Athletico Paranaense                                           |
| 1 | Santa Catarina     | Chapecoense                                                    |

## Entrenadores
| Listado de entrenadores | Listado de entrenadores |
| Equipo                  | Entrenador              |
| ----------------------- | ----------------------- |
| América Mineiro         | Lisca                   |
| América Mineiro         | Vágner Mancini          |
| América Mineiro         | Marquinhos Santos       |
| Athletico Paranaense    | António Oliveira        |
| Athletico Paranaense    | Alberto Valentim        |
| Atlético Goianiense     | Eduardo Barroca         |
| Atlético Mineiro        | Cuca                    |
| Bahia                   | Dado Cavalcanti         |
| Bahia                   | Diego Dabove            |
| Bahia                   | Guto Ferreira           |
| Bragantino              | Maurício Barbieri       |
| Ceará                   | Guto Ferreira           |
| Ceará                   | Tiago Nunes             |
| Chapecoense             | Jair Ventura            |
| Chapecoense             | Pintado                 |
| Corinthians             | Sylvinho                |
| Cuiabá                  | Alberto Valentim        |
| Cuiabá                  | Jorginho                |
| Flamengo                | Rogério Ceni            |
| Flamengo                | Renato Gaúcho           |
| Fluminense              | Roger Machado           |
| Fluminense              | Marcão                  |
| Fortaleza               | Juan Pablo Vojvoda      |
| Grêmio                  | Tiago Nunes             |
| Grêmio                  | Luiz Felipe Scolari     |
| Grêmio                  | Vágner Mancini          |
| Internacional           | Miguel Ángel Ramírez    |
| Internacional           | Diego Aguirre           |
| Juventude               | Marquinhos Santos       |
| Juventude               | Jair Ventura            |
| Palmeiras               | Abel Ferreira           |
| Santos                  | Fernando Diniz          |
| Santos                  | Fábio Carille           |
| São Paulo               | Hernán Crespo           |
| São Paulo               | Rogério Ceni            |
| Sport Recife            | Umberto Louzer          |
| Sport Recife            | Gustavo Florentín       |

## Clasificación
| Pos. | Equipo               | Pts. | PJ | G  | E  | P  | GF | GC | Dif. | Clasificación 2022                               |
| ---- | -------------------- | ---- | -- | -- | -- | -- | -- | -- | ---- | ------------------------------------------------ |
| 1    | Atlético Mineiro (C) | 84   | 38 | 26 | 6  | 6  | 67 | 34 | +33  | Campeón y fase de grupos de la Copa Libertadores |
| 2    | Flamengo             | 71   | 38 | 21 | 8  | 9  | 69 | 36 | +33  | Fase de grupos de la Copa Libertadores           |
| 3    | Palmeiras            | 66   | 38 | 20 | 6  | 12 | 58 | 43 | +15  | Fase de grupos de la Copa Libertadores           |
| 4    | Fortaleza            | 58   | 38 | 17 | 7  | 14 | 44 | 45 | −1   | Fase de grupos de la Copa Libertadores           |
| 5    | Corinthians          | 57   | 38 | 15 | 12 | 11 | 40 | 36 | +4   | Fase de grupos de la Copa Libertadores           |
| 6    | RB Bragantino        | 56   | 38 | 14 | 14 | 10 | 55 | 46 | +9   | Fase de grupos de la Copa Libertadores           |
| 7    | Fluminense           | 54   | 38 | 15 | 9  | 14 | 38 | 38 | 0    | Fase 2 de la Copa Libertadores                   |
| 8    | América Mineiro      | 53   | 38 | 13 | 14 | 11 | 41 | 37 | +4   | Fase 2 de la Copa Libertadores                   |
| 9    | Atlético Goianiense  | 53   | 38 | 13 | 14 | 11 | 33 | 36 | −3   | Fase de grupos de la Copa Sudamericana           |
| 10   | Santos               | 50   | 38 | 12 | 14 | 12 | 35 | 40 | −5   | Fase de grupos de la Copa Sudamericana           |
| 11   | Ceará                | 50   | 38 | 11 | 17 | 10 | 39 | 38 | +1   | Fase de grupos de la Copa Sudamericana           |
| 12   | Internacional        | 48   | 38 | 12 | 12 | 14 | 44 | 42 | +2   | Fase de grupos de la Copa Sudamericana           |
| 13   | São Paulo            | 48   | 38 | 11 | 15 | 12 | 31 | 39 | −8   | Fase de grupos de la Copa Sudamericana           |
| 14   | Athletico Paranaense | 47   | 38 | 13 | 8  | 17 | 41 | 45 | −4   | Fase de grupos de la Copa Libertadores           |
| 15   | Cuiabá               | 47   | 38 | 10 | 17 | 11 | 34 | 37 | −3   | Fase de grupos de la Copa Sudamericana           |
| 16   | Juventude            | 46   | 38 | 11 | 13 | 14 | 36 | 44 | −8   |                                                  |
| 17   | Grêmio (D)           | 43   | 38 | 12 | 7  | 19 | 44 | 51 | −7   | Descenso a Serie B                               |
| 18   | Bahia (D)            | 43   | 38 | 11 | 10 | 17 | 42 | 51 | −9   | Descenso a Serie B                               |
| 19   | Sport Recife (D)     | 38   | 38 | 9  | 11 | 18 | 24 | 37 | −13  | Descenso a Serie B                               |
| 20   | Chapecoense (D)      | 15   | 38 | 1  | 12 | 25 | 27 | 67 | −40  | Descenso a Serie B                               |

 Fuente: CBF
Criterios de clasificación: 1) Puntos; 2) Partidos ganados; 3) Diferencia de gol; 4) Goles anotados; 5) Resultados en partidos directos (solo entre dos equipos); 6) Menor cantidad de tarjetas rojas; 7) Menor cantidad de tarjetas amarillas; 8) Sorteo.
Notas:
1. ↑  Clasificado a la Copa Libertadores 2022 como campeón de la Copa Libertadores 2021.
2. ↑  Clasificado a la Copa Libertadores 2022 como campeón de la Copa Sudamericana 2021.

|                                      |
| Bandera del estado de Minas Gerais   |
| Campeón Atlético Mineiro 3.er título |

## Resultados
- Los horarios corresponden a la hora local de Brasil (UTC-3) y para Cuiabá (UTC-4).

### Primera ronda
| Jornada 1            | Jornada 1 | Jornada 1           | Jornada 1         | Jornada 1  | Jornada 1 | Jornada 1 |
| Local                | Resultado | Visitante           | Estadio           | Fecha      | Hora      | TV        |
| -------------------- | --------- | ------------------- | ----------------- | ---------- | --------- | --------- |
| Cuiabá               | 2 - 2     | Juventude           | Arena Pantanal    | 29 de mayo | 18:00     | Premiere  |
| Bahia                | 3 - 0     | Santos              | Pituaçu           | 29 de mayo | 20:00     | TNT       |
| São Paulo            | 0 - 0     | Fluminense          | Morumbi           | 29 de mayo | 21:00     | SporTV    |
| Atlético Mineiro     | 1 - 2     | Fortaleza           | Mineirão          | 30 de mayo | 11:00     | Premiere  |
| Flamengo             | 1 - 0     | Palmeiras           | Maracanã          | 30 de mayo | 16:00     | TV Globo  |
| Ceará                | 3 - 2     | Grêmio              | Castelão          | 30 de mayo | 16:00     | TV Globo  |
| Athletico Paranaense | 1 - 0     | América Mineiro     | Arena da Baixada  | 30 de mayo | 18:15     | −         |
| Chapecoense          | 0 - 3     | Bragantino          | Arena Condá       | 30 de mayo | 18:15     | Premiere  |
| Corinthians          | 0 - 1     | Atlético Goianiense | Neo Química Arena | 30 de mayo | 18:15     | Premiere  |
| Internacional        | 2 - 2     | Sport Recife        | Beira-Rio         | 30 de mayo | 20:30     | SporTV    |

| Jornada 2           | Jornada 2 | Jornada 2            | Jornada 2       | Jornada 2       | Jornada 2 | Jornada 2 |
| Local               | Resultado | Visitante            | Estadio         | Fecha           | Hora      | TV        |
| ------------------- | --------- | -------------------- | --------------- | --------------- | --------- | --------- |
| Atlético Goianiense | 2 - 0     | São Paulo            | Antônio Accioly | 5 de junio      | 19:00     | Premiere  |
| Bragantino          | 3 - 3     | Bahia                | Nabi Abi Chedid | 5 de junio      | 21:00     | Premiere  |
| Santos              | 3 - 1     | Ceará                | Vila Belmiro    | 5 de junio      | 21:00     | TNT       |
| Fluminense          | 1 - 0     | Cuiabá               | São Januário    | 6 de junio      | 11:00     | Premiere  |
| América Mineiro     | 0 - 1     | Corinthians          | Independência   | 6 de junio      | 16:00     | TV Globo  |
| Fortaleza           | 5 - 1     | Internacional        | Castelão        | 6 de junio      | 16:00     | TV Globo  |
| Palmeiras           | 3 - 1     | Chapecoense          | Allianz Parque  | 6 de junio      | 18:15     | Premiere  |
| Juventude           | 0 - 3     | Athletico Paranaense | Alfredo Jaconi  | 6 de junio      | 18:15     | TNT       |
| Sport Recife        | 0 - 1     | Atlético Mineiro     | Ilha do Retiro  | 6 de junio      | 20:30     | SporTV    |
| Grêmio              | 2 - 2     | Flamengo             | Arena do Grêmio | 23 de noviembre | 21:00     | Premiere  |

| Jornada 3        | Jornada 3 | Jornada 3            | Jornada 3       | Jornada 3   | Jornada 3 | Jornada 3 |
| Local            | Resultado | Visitante            | Estadio         | Fecha       | Hora      | TV        |
| ---------------- | --------- | -------------------- | --------------- | ----------- | --------- | --------- |
| Palmeiras        | 1 - 1     | Corinthians          | Allianz Parque  | 12 de junio | 19:00     | Premiere  |
| Santos           | 0 - 0     | Juventude            | Vila Belmiro    | 12 de junio | 19:00     | TNT       |
| Atlético Mineiro | 1 - 0     | São Paulo            | Mineirão        | 13 de junio | 16:00     | TV Globo  |
| Grêmio           | 0 - 1     | Athletico Paranaense | Arena do Grêmio | 13 de junio | 16:00     | TV Globo  |
| Flamengo         | 2 - 0     | América Mineiro      | Maracanã        | 13 de junio | 16:00     | TV Globo  |
| Bahia            | 0 - 1     | Internacional        | Pituaçu         | 13 de junio | 20:30     | Premiere  |
| Fortaleza        | 1 - 0     | Sport Recife         | Castelão        | 13 de junio | 20:30     | Premiere  |
| Chapecoense      | 0 - 0     | Ceará                | Arena Condá     | 13 de junio | 20:30     | Premiere  |
| Bragantino       | 2 - 2     | Fluminense           | Nabi Abi Chedid | 13 de junio | 20:30     | SporTV    |
| Cuiabá           | 2 - 1     | Atlético Goianiense  | Arena Pantanal  | 21 de julio | 18:00     | SporTV    |

| Jornada 4            | Jornada 4 | Jornada 4        | Jornada 4         | Jornada 4      | Jornada 4 | Jornada 4 |
| Local                | Resultado | Visitante        | Estadio           | Fecha          | Hora      | TV        |
| -------------------- | --------- | ---------------- | ----------------- | -------------- | --------- | --------- |
| São Paulo            | 1 - 1     | Chapecoense      | Morumbi           | 16 de junio    | 19:00     | Premiere  |
| Internacional        | 0 - 1     | Atlético Mineiro | Beira-Rio         | 16 de junio    | 19:00     | SporTV    |
| Corinthians          | 1 - 2     | Bragantino       | Neo Química Arena | 16 de junio    | 20:30     | Premiere  |
| Juventude            | 0 - 3     | Palmeiras        | Alfredo Jaconi    | 16 de junio    | 21:30     | TV Globo  |
| Ceará                | 1 - 2     | Bahia            | Castelão          | 17 de junio    | 16:00     | TNT       |
| América Mineiro      | 0 - 0     | Cuiabá           | Independência     | 17 de junio    | 16:00     | Premiere  |
| Atlético Goianiense  | 0 - 0     | Fortaleza        | Antônio Accioly   | 17 de junio    | 19:00     | Premiere  |
| Fluminense           | 1 - 0     | Santos           | Maracanã          | 17 de junio    | 19:00     | Premiere  |
| Sport Recife         | 1 - 0     | Grêmio           | Ilha do Retiro    | 17 de junio    | 19:00     | SporTV    |
| Athletico Paranaense | 2 - 2     | Flamengo         | Arena da Baixada  | 2 de noviembre | 16:00     | TV Globo  |

| Jornada 5            | Jornada 5 | Jornada 5           | Jornada 5        | Jornada 5    | Jornada 5 | Jornada 5 |
| Local                | Resultado | Visitante           | Estadio          | Fecha        | Hora      | TV        |
| -------------------- | --------- | ------------------- | ---------------- | ------------ | --------- | --------- |
| Flamengo             | 2 - 3     | Bragantino          | Maracanã         | 19 de junio  | 21:00     | Premiere  |
| Palmeiras            | 2 - 1     | América Mineiro     | Allianz Parque   | 20 de junio  | 11:00     | Premiere  |
| Internacional        | 1 - 1     | Ceará               | Beira-Rio        | 20 de junio  | 16:00     | TV Globo  |
| Bahia                | 0 - 0     | Corinthians         | Pituaçu          | 20 de junio  | 16:00     | TV Globo  |
| Santos               | 2 - 0     | São Paulo           | Vila Belmiro     | 20 de junio  | 18:15     | Premiere  |
| Fortaleza            | 1 - 1     | Fluminense          | Castelão         | 20 de junio  | 18:15     | Premiere  |
| Athletico Paranaense | 2 - 1     | Atlético Goianiense | Arena da Baixada | 20 de junio  | 18:15     | −         |
| Juventude            | 1 - 0     | Sport Recife        | Alfredo Jaconi   | 20 de junio  | 20:30     | Premiere  |
| Atlético Mineiro     | 1 - 1     | Chapecoense         | Mineirão         | 21 de junio  | 20:00     | SporTV    |
| Cuiabá               | 0 - 1     | Grêmio              | Arena Pantanal   | 18 de agosto | 18:00     | Premiere  |

| Jornada 6           | Jornada 6 | Jornada 6            | Jornada 6         | Jornada 6   | Jornada 6 | Jornada 6 |
| Local               | Resultado | Visitante            | Estadio           | Fecha       | Hora      | TV        |
| ------------------- | --------- | -------------------- | ----------------- | ----------- | --------- | --------- |
| Atlético Goianiense | 1 - 0     | Fluminense           | Antônio Accioly   | 23 de junio | 19:00     | SporTV    |
| Flamengo            | 2 - 1     | Fortaleza            | Maracanã          | 23 de junio | 19:00     | Premiere  |
| Bragantino          | 3 - 1     | Palmeiras            | Nabi Abi Chedid   | 23 de junio | 19:00     | Premiere  |
| São Paulo           | 2 - 2     | Cuiabá               | Morumbi           | 23 de junio | 19:00     | Premiere  |
| América Mineiro     | 1 - 1     | Juventude            | Independência     | 24 de junio | 16:00     | Premiere  |
| Ceará               | 2 - 1     | Atlético Mineiro     | Castelão          | 24 de junio | 19:00     | Premiere  |
| Corinthians         | 2 - 1     | Sport Recife         | Neo Química Arena | 24 de junio | 19:00     | Premiere  |
| Chapecoense         | 1 - 2     | Internacional        | Arena Condá       | 24 de junio | 19:00     | SporTV    |
| Grêmio              | 2 - 2     | Santos               | Arena do Grêmio   | 24 de junio | 21:30     | TV Globo  |
| Bahia               | 2 - 1     | Athletico Paranaense | Pituaçu           | 24 de junio | 21:30     | TV Globo  |

| Jornada 7            | Jornada 7 | Jornada 7        | Jornada 7        | Jornada 7   | Jornada 7 | Jornada 7 |
| Local                | Resultado | Visitante        | Estadio          | Fecha       | Hora      | TV        |
| -------------------- | --------- | ---------------- | ---------------- | ----------- | --------- | --------- |
| Juventude            | 1 - 0     | Flamengo         | Alfredo Jaconi   | 27 de junio | 11:00     | Premiere  |
| Fluminense           | 1 - 1     | Corinthians      | São Januário     | 27 de junio | 16:00     | TV Globo  |
| Palmeiras            | 3 - 2     | Bahia            | Allianz Parque   | 27 de junio | 20:00     | Premiere  |
| Grêmio               | 0 - 0     | Fortaleza        | Arena do Grêmio  | 27 de junio | 20:00     | Premiere  |
| Athletico Paranaense | 2 - 2     | Chapecoense      | Arena da Baixada | 27 de junio | 20:00     | −         |
| Santos               | 2 - 0     | Atlético Mineiro | Vila Belmiro     | 27 de junio | 20:30     | Premiere  |
| Ceará                | 1 - 1     | São Paulo        | Castelão         | 27 de junio | 20:30     | Premiere  |
| Sport Recife         | 0 - 0     | Cuiabá           | Ilha do Retiro   | 27 de junio | 20:30     | Premiere  |
| América Mineiro      | 1 - 1     | Internacional    | Independência    | 27 de junio | 20:30     | SporTV    |
| Atlético Goianiense  | 0 - 1     | Bragantino       | Antônio Accioly  | 28 de junio | 20:00     | SporTV    |

| Jornada 8        | Jornada 8 | Jornada 8            | Jornada 8           | Jornada 8   | Jornada 8 | Jornada 8 |
| Local            | Resultado | Visitante            | Estadio             | Fecha       | Hora      | TV        |
| ---------------- | --------- | -------------------- | ------------------- | ----------- | --------- | --------- |
| Fluminense       | 1 - 4     | Athletico Paranaense | Raulino de Oliveira | 30 de junio | 16:00     | −         |
| Fortaleza        | 3 - 2     | Chapecoense          | Castelão            | 30 de junio | 16:00     | Premiere  |
| Internacional    | 1 - 2     | Palmeiras            | Beira-Rio           | 30 de junio | 19:00     | Premiere  |
| Bahia            | 3 - 4     | América Mineiro      | Pituaçu             | 30 de junio | 19:00     | Premiere  |
| Santos           | 0 - 0     | Sport Recife         | Vila Belmiro        | 30 de junio | 20:30     | Premiere  |
| Corinthians      | 0 - 0     | São Paulo            | Neo Química Arena   | 30 de junio | 21:30     | TV Globo  |
| Juventude        | 2 - 0     | Grêmio               | Alfredo Jaconi      | 30 de junio | 21:30     | TV Globo  |
| Bragantino       | 0 - 0     | Ceará                | Nabi Abi Chedid     | 1 de julio  | 16:00     | Premiere  |
| Atlético Mineiro | 4 - 1     | Atlético Goianiense  | Mineirão            | 1 de julio  | 19:00     | Premiere  |
| Cuiabá           | 0 - 2     | Flamengo             | Arena Pantanal      | 1 de julio  | 19:00     | SporTV    |

| Jornada 9            | Jornada 9 | Jornada 9           | Jornada 9         | Jornada 9  | Jornada 9 | Jornada 9 |
| Local                | Resultado | Visitante           | Estadio           | Fecha      | Hora      | TV        |
| -------------------- | --------- | ------------------- | ----------------- | ---------- | --------- | --------- |
| Athletico Paranaense | 2 - 1     | Fortaleza           | Arena da Baixada  | 3 de julio | 19:00     | TNT       |
| América Mineiro      | 2 - 0     | Santos              | Independência     | 3 de julio | 19:00     | Premiere  |
| Corinthians          | 1 - 1     | Internacional       | Neo Química Arena | 3 de julio | 21:00     | Premiere  |
| Chapecoense          | 0 - 2     | Bahia               | Arena Condá       | 4 de julio | 11:00     | Premiere  |
| Flamengo             | 0 - 1     | Fluminense          | Neo Química Arena | 4 de julio | 16:00     | TV Globo  |
| Sport Recife         | 0 - 1     | Palmeiras           | Ilha do Retiro    | 4 de julio | 16:00     | TV Globo  |
| Cuiabá               | 0 - 1     | Atlético Mineiro    | Arena Pantanal    | 4 de julio | 17:15     | SporTV    |
| São Paulo            | 1 - 2     | Bragantino          | Morumbi           | 4 de julio | 18:15     | Premiere  |
| Ceará                | 2 - 0     | Juventude           | Castelão          | 4 de julio | 18:15     | TNT       |
| Grêmio               | 0 - 1     | Atlético Goianiense | Arena do Grêmio   | 4 de julio | 20:30     | SporTV    |

| Jornada 10          | Jornada 10 | Jornada 10           | Jornada 10      | Jornada 10 | Jornada 10 | Jornada 10 |
| Local               | Resultado  | Visitante            | Estadio         | Fecha      | Hora       | TV         |
| ------------------- | ---------- | -------------------- | --------------- | ---------- | ---------- | ---------- |
| Santos              | 2 - 1      | Athletico Paranaense | Vila Belmiro    | 6 de julio | 19:30      | TNT        |
| Bahia               | 1 - 0      | Juventude            | Pituaçu         | 7 de julio | 18:00      | TNT        |
| Fortaleza           | 4 - 0      | América Mineiro      | Castelão        | 7 de julio | 18:00      | Premiere   |
| Bragantino          | 1 - 1      | Cuiabá               | Nabi Abi Chedid | 7 de julio | 18:00      | Premiere   |
| Palmeiras           | 2 - 0      | Grêmio               | Allianz Parque  | 7 de julio | 19:00      | Premiere   |
| Atlético Mineiro    | 2 - 1      | Flamengo             | Mineirão        | 7 de julio | 19:00      | Premiere   |
| Atlético Goianiense | 1 - 1      | Sport Recife         | Antônio Accioly | 7 de julio | 19:15      | SporTV     |
| Fluminense          | 0 - 0      | Ceará                | São Januário    | 7 de julio | 21:30      | TV Globo   |
| Internacional       | 0 - 2      | São Paulo            | Beira-Rio       | 7 de julio | 21:30      | TV Globo   |
| Chapecoense         | 0 - 1      | Corinthians          | Arena Condá     | 8 de julio | 21:00      | Premiere   |

| Jornada 11           | Jornada 11 | Jornada 11          | Jornada 11       | Jornada 11  | Jornada 11 | Jornada 11 |
| Local                | Resultado  | Visitante           | Estadio          | Fecha       | Hora       | TV         |
| -------------------- | ---------- | ------------------- | ---------------- | ----------- | ---------- | ---------- |
| Palmeiras            | 3 - 2      | Santos              | Allianz Parque   | 10 de julio | 16:30      | TV Globo   |
| Grêmio               | 0 - 0      | Internacional       | Arena do Grêmio  | 10 de julio | 16:30      | TV Globo   |
| Athletico Paranaense | 2 - 2      | Bragantino          | Arena da Baixada | 10 de julio | 17:30      | −          |
| América Mineiro      | 0 - 1      | Atlético Mineiro    | Independência    | 10 de julio | 19:00      | SporTV     |
| São Paulo            | 1 - 0      | Bahia               | Morumbi          | 10 de julio | 19:00      | Premiere   |
| Sport Recife         | 1 - 2      | Fluminense          | Ilha do Retiro   | 10 de julio | 19:00      | Premiere   |
| Juventude            | 1 - 1      | Atlético Goianiense | Alfredo Jaconi   | 11 de julio | 11:00      | Premiere   |
| Cuiabá               | 2 - 2      | Ceará               | Arena Pantanal   | 11 de julio | 17:15      | Premiere   |
| Flamengo             | 2 - 1      | Chapecoense         | Maracanã         | 11 de julio | 18:15      | Premiere   |
| Fortaleza            | 1 - 0      | Corinthians         | Castelão         | 11 de julio | 20:30      | Premiere   |

| Jornada 12          | Jornada 12 | Jornada 12           | Jornada 12        | Jornada 12  | Jornada 12 | Jornada 12 |
| Local               | Resultado  | Visitante            | Estadio           | Fecha       | Hora       | TV         |
| ------------------- | ---------- | -------------------- | ----------------- | ----------- | ---------- | ---------- |
| Ceará               | 1 - 0      | Athletico Paranaense | Castelão          | 17 de julio | 17:00      | TNT        |
| São Paulo           | 0 - 1      | Fortaleza            | Morumbi           | 17 de julio | 17:00      | Premiere   |
| Corinthians         | 1 - 2      | Atlético Mineiro     | Neo Química Arena | 17 de julio | 19:00      | Premiere   |
| Fluminense          | 0 - 1      | Grêmio               | Maracanã          | 17 de julio | 21:00      | SporTV     |
| Chapecoense         | 2 - 3      | Cuiabá               | Arena Condá       | 18 de julio | 11:00      | Premiere   |
| Atlético Goianiense | 0 - 3      | Palmeiras            | Antônio Accioly   | 18 de julio | 16:00      | TV Globo   |
| Bahia               | 0 - 5      | Flamengo             | Pituaçu           | 18 de julio | 18:15      | Premiere   |
| Internacional       | 1 - 0      | Juventude            | Beira-Rio         | 18 de julio | 20:30      | Premiere   |
| Bragantino          | 2 - 2      | Santos               | Nabi Abi Chedid   | 18 de julio | 20:30      | Premiere   |
| América Mineiro     | 0 - 1      | Sport Recife         | Independência     | 19 de julio | 20:00      | SporTV     |

| Jornada 13           | Jornada 13 | Jornada 13          | Jornada 13       | Jornada 13  | Jornada 13 | Jornada 13 |
| Local                | Resultado  | Visitante           | Estadio          | Fecha       | Hora       | TV         |
| -------------------- | ---------- | ------------------- | ---------------- | ----------- | ---------- | ---------- |
| Grêmio               | 1 - 1      | América Mineiro     | Arena do Grêmio  | 24 de julio | 17:00      | Premiere   |
| Palmeiras            | 1 - 0      | Fluminense          | Allianz Parque   | 24 de julio | 19:00      | Premiere   |
| Atlético Mineiro     | 3 - 0      | Bahia               | Mineirão         | 25 de julio | 11:00      | Premiere   |
| Fortaleza            | 1 - 0      | Bragantino          | Castelão         | 25 de julio | 16:00      | TV Globo   |
| Flamengo             | 5 - 1      | São Paulo           | Maracanã         | 25 de julio | 16:00      | TV Globo   |
| Athletico Paranaense | 2 - 1      | Internacional       | Arena da Baixada | 25 de julio | 18:15      | −          |
| Santos               | 0 - 1      | Atlético Goianiense | Vila Belmiro     | 25 de julio | 18:15      | Premiere   |
| Sport Recife         | 0 - 0      | Ceará               | Ilha do Retiro   | 25 de julio | 20:30      | Premiere   |
| Juventude            | 1 - 0      | Chapecoense         | Alfredo Jaconi   | 26 de julio | 18:00      | Premiere   |
| Cuiabá               | 1 - 2      | Corinthians         | Arena Pantanal   | 26 de julio | 19:00      | SporTV     |

| Jornada 14          | Jornada 14 | Jornada 14           | Jornada 14        | Jornada 14      | Jornada 14 | Jornada 14 |
| Local               | Resultado  | Visitante            | Estadio           | Fecha           | Hora       | TV         |
| ------------------- | ---------- | -------------------- | ----------------- | --------------- | ---------- | ---------- |
| São Paulo           | 0 - 0      | Palmeiras            | Morumbi           | 31 de julio     | 19:00      | Premiere   |
| Internacional       | 0 - 0      | Cuiabá               | Beira-Rio         | 31 de julio     | 20:00      | SporTV     |
| Bragantino          | 1 - 0      | Grêmio               | Nabi Abi Chedid   | 31 de julio     | 21:00      | Premiere   |
| Corinthians         | 1 - 3      | Flamengo             | Neo Química Arena | 1 de agosto     | 16:00      | TV Globo   |
| Atlético Mineiro    | 2 - 0      | Athletico Paranaense | Mineirão          | 1 de agosto     | 16:00      | TV Globo   |
| Bahia               | 0 - 1      | Sport Recife         | Pituaçu           | 1 de agosto     | 18:15      | Premiere   |
| Chapecoense         | 0 - 1      | Santos               | Arena Condá       | 1 de agosto     | 18:15      | Premiere   |
| Atlético Goianiense | 1 - 1      | América Mineiro      | Antônio Accioly   | 1 de agosto     | 20:30      | Premiere   |
| Ceará               | 3 - 1      | Fortaleza            | Castelão          | 1 de agosto     | 20:30      | TNT        |
| Fluminense          | 1 - 1      | Juventude            | Maracanã          | 2 de septiembre | 19:00      | Premiere   |

| Jornada 15           | Jornada 15 | Jornada 15          | Jornada 15       | Jornada 15  | Jornada 15 | Jornada 15 |
| Local                | Resultado  | Visitante           | Estadio          | Fecha       | Hora       | TV         |
| -------------------- | ---------- | ------------------- | ---------------- | ----------- | ---------- | ---------- |
| Sport Recife         | 0 - 0      | Bragantino          | Ilha do Retiro   | 6 de agosto | 19:00      | Premiere   |
| Athletico Paranaense | 1 - 2      | São Paulo           | Arena da Baixada | 7 de agosto | 18:00      | −          |
| Cuiabá               | 1 - 1      | Bahia               | Arena Pantanal   | 7 de agosto | 20:00      | Premiere   |
| Palmeiras            | 2 - 3      | Fortaleza           | Allianz Parque   | 7 de agosto | 21:00      | TNT        |
| Santos               | 0 - 0      | Corinthians         | Vila Belmiro     | 8 de agosto | 16:00      | TV Globo   |
| América Mineiro      | 1 - 0      | Fluminense          | Independência    | 8 de agosto | 16:00      | TV Globo   |
| Juventude            | 1 - 2      | Atlético Mineiro    | Alfredo Jaconi   | 8 de agosto | 16:00      | TV Globo   |
| Flamengo             | 0 - 4      | Internacional       | Maracanã         | 8 de agosto | 18:15      | Premiere   |
| Ceará                | 0 - 0      | Atlético Goianiense | Castelão         | 8 de agosto | 18:15      | Premiere   |
| Grêmio               | 2 - 1      | Chapecoense         | Arena do Grêmio  | 9 de agosto | 20:00      | SporTV     |

| Jornada 16       | Jornada 16 | Jornada 16           | Jornada 16          | Jornada 16   | Jornada 16 | Jornada 16 |
| Local            | Resultado  | Visitante            | Estadio             | Fecha        | Hora       | TV         |
| ---------------- | ---------- | -------------------- | ------------------- | ------------ | ---------- | ---------- |
| Bragantino       | 1 - 2      | Juventude            | Nabi Abi Chedid     | 14 de agosto | 17:00      | Premiere   |
| Atlético Mineiro | 2 - 0      | Palmeiras            | Mineirão            | 14 de agosto | 19:00      | Premiere   |
| São Paulo        | 2 - 1      | Grêmio               | Morumbi             | 14 de agosto | 21:00      | Premiere   |
| Flamengo         | 2 - 0      | Sport Recife         | Raulino de Oliveira | 15 de agosto | 16:00      | TV Globo   |
| Corinthians      | 3 - 1      | Ceará                | Neo Química Arena   | 15 de agosto | 16:00      | TV Globo   |
| Cuiabá           | 1 - 0      | Athletico Paranaense | Arena Pantanal      | 15 de agosto | 17:15      | −          |
| Fortaleza        | 1 - 1      | Santos               | Castelão            | 15 de agosto | 18:15      | TNT        |
| Bahia            | 1 - 2      | Atlético Goianiense  | Pituaçu             | 15 de agosto | 18:15      | Premiere   |
| Internacional    | 4 - 2      | Fluminense           | Beira-Rio           | 15 de agosto | 20:30      | SporTV     |
| Chapecoense      | 1 - 1      | América Mineiro      | Arena Condá         | 16 de agosto | 20:00      | Premiere   |

| Jornada 17           | Jornada 17 | Jornada 17       | Jornada 17       | Jornada 17   | Jornada 17 | Jornada 17 |
| Local                | Resultado  | Visitante        | Estadio          | Fecha        | Hora       | TV         |
| -------------------- | ---------- | ---------------- | ---------------- | ------------ | ---------- | ---------- |
| Atlético Goianiense  | 1 - 1      | Chapecoense      | Antônio Accioly  | 21 de agosto | 17:00      | Premiere   |
| Grêmio               | 2 - 0      | Bahia            | Arena do Grêmio  | 21 de agosto | 19:00      | Premiere   |
| Juventude            | 1 - 1      | Fortaleza        | Alfredo Jaconi   | 21 de agosto | 21:00      | TNT        |
| Palmeiras            | 0 - 2      | Cuiabá           | Allianz Parque   | 22 de agosto | 11:00      | Premiere   |
| Ceará                | 1 - 1      | Flamengo         | Castelão         | 22 de agosto | 16:00      | Premiere   |
| Athletico Paranaense | 0 - 1      | Corinthians      | Arena da Baixada | 22 de agosto | 16:00      | TV Globo   |
| Santos               | 2 - 2      | Internacional    | Vila Belmiro     | 22 de agosto | 18:15      | Premiere   |
| Sport Recife         | 0 - 1      | São Paulo        | Ilha do Retiro   | 22 de agosto | 20:30      | SporTV     |
| Fluminense           | 1 - 1      | Atlético Mineiro | São Januário     | 23 de agosto | 20:00      | SporTV     |
| América Mineiro      | 0 - 2      | Bragantino       | Independência    | 23 de agosto | 20:00      | Premiere   |

| Jornada 18          | Jornada 18 | Jornada 18           | Jornada 18      | Jornada 18   | Jornada 18 | Jornada 18 |
| Local               | Resultado  | Visitante            | Estadio         | Fecha        | Hora       | TV         |
| ------------------- | ---------- | -------------------- | --------------- | ------------ | ---------- | ---------- |
| Sport Recife        | 0 - 0      | Chapecoense          | Ilha do Retiro  | 28 de agosto | 17:00      | Premiere   |
| Santos              | 0 - 4      | Flamengo             | Vila Belmiro    | 28 de agosto | 19:00      | Premiere   |
| Palmeiras           | 2 - 1      | Athletico Paranaense | Allianz Parque  | 28 de agosto | 21:00      | TNT        |
| Grêmio              | 0 - 1      | Corinthians          | Arena do Grêmio | 28 de agosto | 21:00      | Premiere   |
| América Mineiro     | 2 - 0      | Ceará                | Independência   | 29 de agosto | 11:00      | Premiere   |
| Juventude           | 1 - 1      | São Paulo            | Alfredo Jaconi  | 29 de agosto | 16:00      | TV Globo   |
| Atlético Goianiense | 0 - 0      | Internacional        | Antônio Accioly | 29 de agosto | 18:15      | SporTV     |
| Bragantino          | 1 - 1      | Atlético Mineiro     | Nabi Abi Chedid | 29 de agosto | 20:30      | SporTV     |
| Fluminense          | 2 - 0      | Bahia                | Maracanã        | 30 de agosto | 19:00      | Premiere   |
| Fortaleza           | 0 - 0      | Cuiabá               | Castelão        | 30 de agosto | 21:30      | Premiere   |

| Jornada 19           | Jornada 19 | Jornada 19          | Jornada 19        | Jornada 19       | Jornada 19 | Jornada 19 |
| Local                | Resultado  | Visitante           | Estadio           | Fecha            | Hora       | TV         |
| -------------------- | ---------- | ------------------- | ----------------- | ---------------- | ---------- | ---------- |
| Cuiabá               | 2 - 1      | Santos              | Arena Pantanal    | 4 de septiembre  | 20:00      | Premiere   |
| Bahia                | 4 - 2      | Fortaleza           | Pituaçu           | 4 de septiembre  | 21:00      | TNT        |
| Athletico Paranaense | 0 - 0      | Sport Recife        | Arena da Baixada  | 5 de septiembre  | 18:15      | −          |
| Corinthians          | 1 - 1      | Juventude           | Neo Química Arena | 7 de septiembre  | 21:30      | TV Globo   |
| Chapecoense          | 1 - 2      | Fluminense          | Arena Condá       | 7 de septiembre  | 21:30      | TV Globo   |
| São Paulo            | 0 - 0      | América Mineiro     | Morumbi           | 22 de septiembre | 20:30      | Premiere   |
| Ceará                | 1 - 2      | Palmeiras           | Castelão          | 20 de octubre    | 19:00      | TV Globo   |
| Internacional        | 1 - 1      | Bragantino          | Beira-Rio         | 21 de octubre    | 20:00      | TV Globo   |
| Atlético Mineiro     | 2 - 1      | Grêmio              | Mineirão          | 3 de noviembre   | 21:00      | SporTV     |
| Flamengo             | 2 - 0      | Atlético Goianiense | Maracanã          | 5 de noviembre   | 21:30      | Premiere   |

### Segunda ronda
| Jornada 20          | Jornada 20 | Jornada 20           | Jornada 20      | Jornada 20       | Jornada 20 | Jornada 20 |
| Local               | Resultado  | Visitante            | Estadio         | Fecha            | Hora       | TV         |
| ------------------- | ---------- | -------------------- | --------------- | ---------------- | ---------- | ---------- |
| América Mineiro     | 2 - 0      | Athletico Paranaense | Independência   | 11 de septiembre | 16:00      | –          |
| Juventude           | 1 - 2      | Cuiabá               | Alfredo Jaconi  | 11 de septiembre | 17:00      | Premiere   |
| Bragantino          | 1 - 2      | Chapecoense          | Nabi Abi Chedid | 11 de septiembre | 19:00      | SporTV     |
| Santos              | 0 - 0      | Bahia                | Vila Belmiro    | 11 de septiembre | 21:00      | TNT        |
| Grêmio              | 2 - 0      | Ceará                | Arena do Grêmio | 12 de septiembre | 11:00      | Premiere   |
| Palmeiras           | 1 - 3      | Flamengo             | Allianz Parque  | 12 de septiembre | 16:00      | TV Globo   |
| Fortaleza           | 0 - 2      | Atlético Mineiro     | Castelão        | 12 de septiembre | 16:00      | TV Globo   |
| Atlético Goianiense | 1 - 1      | Corinthians          | Antônio Accioly | 12 de septiembre | 18:15      | Premiere   |
| Fluminense          | 2 - 1      | São Paulo            | Maracanã        | 12 de septiembre | 20:30      | Premiere   |
| Sport Recife        | 0 - 1      | Internacional        | Ilha do Retiro  | 13 de septiembre | 20:00      | SporTV     |

| Jornada 21           | Jornada 21 | Jornada 21          | Jornada 21        | Jornada 21       | Jornada 21 | Jornada 21 |
| Local                | Resultado  | Visitante           | Estadio           | Fecha            | Hora       | TV         |
| -------------------- | ---------- | ------------------- | ----------------- | ---------------- | ---------- | ---------- |
| Chapecoense          | 0 - 2      | Palmeiras           | Arena Condá       | 18 de septiembre | 17:00      | Premiere   |
| Athletico Paranaense | 2 - 1      | Juventude           | Arena da Baixada  | 18 de septiembre | 18:45      | TNT        |
| Atlético Mineiro     | 3 - 0      | Sport Recife        | Mineirão          | 18 de septiembre | 19:00      | Premiere   |
| Ceará                | 0 - 0      | Santos              | Castelão          | 18 de septiembre | 21:00      | TNT        |
| Bahia                | 1 - 1      | Bragantino          | Arena Fonte Nova  | 18 de septiembre | 21:00      | Premiere   |
| Internacional        | 1 - 0      | Fortaleza           | Beira-Rio         | 19 de septiembre | 11:00      | Premiere   |
| São Paulo            | 2 - 1      | Atlético Goianiense | Morumbi           | 19 de septiembre | 16:00      | TV Globo   |
| Corinthians          | 1 - 1      | América Mineiro     | Neo Química Arena | 19 de septiembre | 18:15      | Premiere   |
| Flamengo             | 0 - 1      | Grêmio              | Maracanã          | 19 de septiembre | 20:30      | SporTV     |
| Cuiabá               | 2 - 2      | Fluminense          | Arena Pantanal    | 20 de septiembre | 19:00      | SporTV     |

| Jornada 22           | Jornada 22 | Jornada 22       | Jornada 22        | Jornada 22       | Jornada 22 | Jornada 22 |
| Local                | Resultado  | Visitante        | Estadio           | Fecha            | Hora       | TV         |
| -------------------- | ---------- | ---------------- | ----------------- | ---------------- | ---------- | ---------- |
| Ceará                | 1 - 0      | Chapecoense      | Castelão          | 25 de septiembre | 17:00      | Premiere   |
| Corinthians          | 2 - 1      | Palmeiras        | Neo Química Arena | 25 de septiembre | 19:00      | Premiere   |
| São Paulo            | 0 - 0      | Atlético Mineiro | Morumbi           | 25 de septiembre | 21:00      | SporTV     |
| América Mineiro      | 1 - 1      | Flamengo         | Independência     | 26 de septiembre | 11:00      | Premiere   |
| Fluminense           | 2 - 1      | Bragantino       | Maracanã          | 26 de septiembre | 16:00      | TV Globo   |
| Juventude            | 3 - 0      | Santos           | Alfredo Jaconi    | 26 de septiembre | 16:00      | TV Globo   |
| Internacional        | 2 - 0      | Bahia            | Beira-Rio         | 26 de septiembre | 16:00      | TV Globo   |
| Athletico Paranaense | 4 - 2      | Grêmio           | Arena da Baixada  | 26 de septiembre | 18:15      | −          |
| Sport Recife         | 0 - 1      | Fortaleza        | Arena Pernambuco  | 26 de septiembre | 18:15      | Premiere   |
| Atlético Goianiense  | 0 - 0      | Cuiabá           | Antônio Accioly   | 26 de septiembre | 20:30      | Premiere   |

| Jornada 23       | Jornada 23 | Jornada 23           | Jornada 23       | Jornada 23    | Jornada 23 | Jornada 23 |
| Local            | Resultado  | Visitante            | Estadio          | Fecha         | Hora       | TV         |
| ---------------- | ---------- | -------------------- | ---------------- | ------------- | ---------- | ---------- |
| Cuiabá           | 0 - 2      | América Mineiro      | Arena Pantanal   | 2 de octubre  | 16:00      | Premiere   |
| Fortaleza        | 0 - 3      | Atlético Goianiense  | Castelão         | 2 de octubre  | 17:00      | Premiere   |
| Bragantino       | 2 - 2      | Corinthians          | Nabi Abi Chedid  | 2 de octubre  | 19:00      | Premiere   |
| Atlético Mineiro | 1 - 0      | Internacional        | Mineirão         | 2 de octubre  | 21:00      | SporTV     |
| Flamengo         | 3 - 0      | Athletico Paranaense | Maracanã         | 3 de octubre  | 16:00      | TV Globo   |
| Chapecoense      | 1 - 1      | São Paulo            | Arena Condá      | 3 de octubre  | 16:00      | TV Globo   |
| Palmeiras        | 1 - 1      | Juventude            | Allianz Parque   | 3 de octubre  | 18:15      | TNT        |
| Grêmio           | 1 - 2      | Sport Recife         | Arena do Grêmio  | 3 de octubre  | 20:30      | SporTV     |
| Bahia            | 1 - 1      | Ceará                | Arena Fonte Nova | 27 de octubre | 19:00      | TNT        |
| Santos           | 2 - 0      | Fluminense           | Vila Belmiro     | 27 de octubre | 19:00      | Premiere   |

| Jornada 24          | Jornada 24 | Jornada 24           | Jornada 24        | Jornada 24   | Jornada 24 | Jornada 24 |
| Local               | Resultado  | Visitante            | Estadio           | Fecha        | Hora       | TV         |
| ------------------- | ---------- | -------------------- | ----------------- | ------------ | ---------- | ---------- |
| Corinthians         | 3 - 1      | Bahia                | Neo Química Arena | 5 de octubre | 21:30      | Premiere   |
| Sport Recife        | 3 - 1      | Juventude            | Arena Pernambuco  | 6 de octubre | 19:00      | Premiere   |
| Ceará               | 0 - 0      | Internacional        | Castelão          | 6 de octubre | 19:00      | Premiere   |
| Atlético Goianiense | 0 - 2      | Athletico Paranaense | Antônio Accioly   | 6 de octubre | 19:00      | −          |
| Chapecoense         | 2 - 2      | Atlético Mineiro     | Arena Condá       | 6 de octubre | 19:00      | SporTV     |
| Bragantino          | 1 - 1      | Flamengo             | Nabi Abi Chedid   | 6 de octubre | 20:30      | Premiere   |
| Grêmio              | 2 - 2      | Cuiabá               | Arena do Grêmio   | 6 de octubre | 21:30      | TV Globo   |
| América Mineiro     | 2 - 1      | Palmeiras            | Independência     | 6 de octubre | 21:30      | TV Globo   |
| Fluminense          | 0 - 2      | Fortaleza            | Maracanã          | 6 de octubre | 21:30      | TV Globo   |
| São Paulo           | 1 - 1      | Santos               | Morumbi           | 7 de octubre | 18:30      | Premiere   |

| Jornada 25           | Jornada 25 | Jornada 25          | Jornada 25       | Jornada 25    | Jornada 25 | Jornada 25 |
| Local                | Resultado  | Visitante           | Estadio          | Fecha         | Hora       | TV         |
| -------------------- | ---------- | ------------------- | ---------------- | ------------- | ---------- | ---------- |
| Fluminense           | 0 - 0      | Atlético Goianiense | Maracanã         | 9 de octubre  | 16:30      | TV Globo   |
| Sport Recife         | 1 - 0      | Corinthians         | Arena Pernambuco | 9 de octubre  | 16:30      | TV Globo   |
| Atlético Mineiro     | 3 - 1      | Ceará               | Mineirão         | 9 de octubre  | 16:30      | TV Globo   |
| Athletico Paranaense | 0 - 2      | Bahia               | Arena da Baixada | 9 de octubre  | 19:00      | −          |
| Fortaleza            | 0 - 3      | Flamengo            | Castelão         | 9 de octubre  | 19:00      | Premiere   |
| Juventude            | 1 - 1      | América Mineiro     | Alfredo Jaconi   | 9 de octubre  | 21:00      | Premiere   |
| Palmeiras            | 2 - 4      | Bragantino          | Allianz Parque   | 9 de octubre  | 21:00      | Premiere   |
| Internacional        | 5 - 2      | Chapecoense         | Beira-Rio        | 10 de octubre | 11:00      | Premiere   |
| Santos               | 1 - 0      | Grêmio              | Vila Belmiro     | 10 de octubre | 16:00      | Premiere   |
| Cuiabá               | 0 - 0      | São Paulo           | Arena Pantanal   | 11 de octubre | 19:00      | SporTV     |

| Jornada 26       | Jornada 26 | Jornada 26           | Jornada 26        | Jornada 26    | Jornada 26 | Jornada 26 |
| Local            | Resultado  | Visitante            | Estadio           | Fecha         | Hora       | TV         |
| ---------------- | ---------- | -------------------- | ----------------- | ------------- | ---------- | ---------- |
| Bragantino       | 1 - 0      | Atlético Goianiense  | Nabi Abi Chedid   | 12 de octubre | 19:00      | Premiere   |
| Bahia            | 0 - 0      | Palmeiras            | Arena Fonte Nova  | 12 de octubre | 21:30      | TV Globo   |
| Chapecoense      | 1 - 1      | Athletico Paranaense | Arena Condá       | 13 de octubre | 19:00      | −          |
| Flamengo         | 3 - 1      | Juventude            | Maracaná          | 13 de octubre | 19:00      | Premiere   |
| Atlético Mineiro | 3 - 1      | Santos               | Mineirão          | 13 de octubre | 19:00      | Premiere   |
| Fortaleza        | 1 - 0      | Grêmio               | Castelão          | 13 de octubre | 20:30      | Premiere   |
| Corinthians      | 1 - 0      | Fluminense           | Neo Química Arena | 13 de octubre | 21:00      | SporTV     |
| Internacional    | 3 - 1      | América Mineiro      | Beira-Rio         | 13 de octubre | 21:30      | Premiere   |
| Cuiabá           | 1 - 0      | Sport Recife         | Arena Pantanal    | 14 de octubre | 18:00      | SporTV     |
| São Paulo        | 1 - 1      | Ceará                | Morumbi           | 14 de octubre | 19:00      | Premiere   |

| Jornada 27           | Jornada 27 | Jornada 27       | Jornada 27       | Jornada 27    | Jornada 27 | Jornada 27 |
| Local                | Resultado  | Visitante        | Estadio          | Fecha         | Hora       | TV         |
| -------------------- | ---------- | ---------------- | ---------------- | ------------- | ---------- | ---------- |
| Chapecoense          | 1 - 2      | Fortaleza        | Arena Condá      | 16 de octubre | 19:00      | Premiere   |
| América Mineiro      | 0 - 0      | Bahia            | Independência    | 16 de octubre | 21:00      | Premiere   |
| Palmeiras            | 1 - 0      | Internacional    | Allianz Parque   | 17 de octubre | 16:00      | TV Globo   |
| Athletico Paranaense | 0 - 1      | Fluminense       | Arena da Baixada | 17 de octubre | 16:00      | TV Globo   |
| Atlético Goianiense  | 2 - 1      | Atlético Mineiro | Antônio Accioly  | 17 de octubre | 18:15      | SporTV     |
| Grêmio               | 3 - 2      | Juventude        | Arena do Grêmio  | 17 de octubre | 18:15      | Premiere   |
| Ceará                | 2 - 2      | Bragantino       | Castelão         | 17 de octubre | 18:15      | Premiere   |
| Sport Recife         | 0 - 0      | Santos           | Arena Pernambuco | 17 de octubre | 20:30      | Premiere   |
| Flamengo             | 0 - 0      | Cuiabá           | Maracaná         | 17 de octubre | 20:30      | SporTV     |
| São Paulo            | 1 - 0      | Corinthians      | Morumbi          | 18 de octubre | 20:00      | SporTV     |

| Jornada 28          | Jornada 28 | Jornada 28           | Jornada 28       | Jornada 28    | Jornada 28 | Jornada 28 |
| Local               | Resultado  | Visitante            | Estadio          | Fecha         | Hora       | TV         |
| ------------------- | ---------- | -------------------- | ---------------- | ------------- | ---------- | ---------- |
| Juventude           | 0 - 0      | Ceará                | Alfredo Jaconi   | 23 de octubre | 17:00      | TNT        |
| Santos              | 0 - 2      | América Mineiro      | Vila Belmiro     | 23 de octubre | 17:00      | Premiere   |
| Fluminense          | 3 - 1      | Flamengo             | Maracaná         | 23 de octubre | 19:00      | Premiere   |
| Fortaleza           | 3 - 0      | Athletico Paranaense | Castelão         | 23 de octubre | 19:15      | TNT        |
| Internacional       | 2 - 2      | Corinthians          | Beira-Rio        | 24 de octubre | 16:00      | TV Globo   |
| Atlético Mineiro    | 2 - 1      | Cuiabá               | Mineirão         | 24 de octubre | 16:00      | TV Globo   |
| Bragantino          | 1 - 0      | São Paulo            | Nabi Abi Chedid  | 24 de octubre | 18:15      | Premiere   |
| Bahia               | 3 - 0      | Chapecoense          | Arena Fonte Nova | 24 de octubre | 20:30      | Premiere   |
| Atlético Goianiense | 2 - 0      | Grêmio               | Antônio Accioly  | 25 de octubre | 20:00      | SporTV     |
| Palmeiras           | 2 - 1      | Sport Recife         | Allianz Parque   | 25 de octubre | 21:30      | Premiere   |

| Jornada 29           | Jornada 29 | Jornada 29          | Jornada 29        | Jornada 29     | Jornada 29 | Jornada 29 |
| Local                | Resultado  | Visitante           | Estadio           | Fecha          | Hora       | TV         |
| -------------------- | ---------- | ------------------- | ----------------- | -------------- | ---------- | ---------- |
| Athletico Paranaense | 0 - 1      | Santos              | Arena da Baixada  | 30 de octubre  | 17:00      | TNT        |
| Flamengo             | 1 - 0      | Atlético Mineiro    | Maracanã          | 30 de octubre  | 19:00      | Premiere   |
| Juventude            | 0 - 0      | Bahia               | Alfredo Jaconi    | 30 de octubre  | 19:15      | TNT        |
| América Mineiro      | 2 - 1      | Fortaleza           | Independência     | 30 de octubre  | 21:00      | Premiere   |
| Grêmio               | 1 - 3      | Palmeiras           | Arena do Grêmio   | 31 de octubre  | 16:00      | TV Globo   |
| Ceará                | 1 - 0      | Fluminense          | Castelão          | 31 de octubre  | 16:00      | TV Globo   |
| São Paulo            | 1 - 0      | Internacional       | Morumbi           | 31 de octubre  | 18:15      | Premiere   |
| Sport Recife         | 2 - 0      | Atlético Goianiense | Arena Pernambuco  | 31 de octubre  | 20:30      | SporTV     |
| Cuiabá               | 1 - 0      | Bragantino          | Arena Pantanal    | 1 de noviembre | 19:00      | SporTV     |
| Corinthians          | 1 - 0      | Chapecoense         | Neo Química Arena | 1 de noviembre | 21:30      | Premiere   |

| Jornada 30          | Jornada 30 | Jornada 30           | Jornada 30        | Jornada 30      | Jornada 30 | Jornada 30 |
| Local               | Resultado  | Visitante            | Estadio           | Fecha           | Hora       | TV         |
| ------------------- | ---------- | -------------------- | ----------------- | --------------- | ---------- | ---------- |
| Corinthians         | 1 - 0      | Fortaleza            | Neo Química Arena | 6 de noviembre  | 17:00      | Premiere   |
| Internacional       | 1 - 0      | Grêmio               | Beira-Rio         | 6 de noviembre  | 19:00      | Premiere   |
| Fluminense          | 1 - 0      | Sport Recife         | Maracaná          | 6 de noviembre  | 21:00      | SporTV     |
| Santos              | 0 - 2      | Palmeiras            | Vila Belmiro      | 7 de noviembre  | 16:00      | TV Globo   |
| Atlético Mineiro    | 1 - 0      | América Mineiro      | Mineirão          | 7 de noviembre  | 16:00      | TV Globo   |
| Bragantino          | 0 - 2      | Athletico Paranaense | Nabi Abi Chedid   | 7 de noviembre  | 16:00      | −          |
| Bahia               | 1 - 0      | São Paulo            | Arena Fonte Nova  | 7 de noviembre  | 18:15      | Premiere   |
| Ceará               | 1 - 0      | Cuiabá               | Castelão          | 7 de noviembre  | 20:30      | Premiere   |
| Chapecoense         | 2 - 2      | Flamengo             | Arena Condá       | 8 de noviembre  | 20:00      | SporTV     |
| Atlético Goianiense | 1 - 1      | Juventude            | Antônio Accioly   | 23 de noviembre | 19:00      | Premiere   |

| Jornada 31           | Jornada 31 | Jornada 31          | Jornada 31       | Jornada 31      | Jornada 31 | Jornada 31 |
| Local                | Resultado  | Visitante           | Estadio          | Fecha           | Hora       | TV         |
| -------------------- | ---------- | ------------------- | ---------------- | --------------- | ---------- | ---------- |
| Cuiabá               | 0 - 0      | Chapecoense         | Arena Pantanal   | 4 de noviembre  | 20:00      | Premiere   |
| Grêmio               | 1 - 0      | Fluminense          | Arena do Grêmio  | 9 de noviembre  | 21:30      | SporTV     |
| Athletico Paranaense | 2 - 1      | Ceará               | Arena da Baixada | 10 de noviembre | 18:30      | TNT        |
| Atlético Mineiro     | 3 - 0      | Corinthians         | Mineirão         | 10 de noviembre | 19:00      | SporTV     |
| Santos               | 2 - 0      | Bragantino          | Vila Belmiro     | 10 de noviembre | 19:00      | Premiere   |
| Palmeiras            | 4 - 0      | Atlético Goianiense | Allianz Parque   | 10 de noviembre | 20:30      | Premiere   |
| Fortaleza            | 1 - 1      | São Paulo           | Castelão         | 10 de noviembre | 21:30      | TV Globo   |
| Sport Recife         | 2 - 3      | América Mineiro     | Arena Pernambuco | 10 de noviembre | 21:30      | TV Globo   |
| Juventude            | 2 - 1      | Internacional       | Alfredo Jaconi   | 10 de noviembre | 21:30      | TV Globo   |
| Flamengo             | 3 - 0      | Bahia               | Maracaná         | 11 de noviembre | 19:00      | Premiere   |

| Jornada 32          | Jornada 32 | Jornada 32           | Jornada 32        | Jornada 32      | Jornada 32 | Jornada 32 |
| Local               | Resultado  | Visitante            | Estadio           | Fecha           | Hora       | TV         |
| ------------------- | ---------- | -------------------- | ----------------- | --------------- | ---------- | ---------- |
| Atlético Goianiense | 0 - 0      | Santos               | Antônio Accioly   | 13 de noviembre | 17:10      | Premiere   |
| América Mineiro     | 3 - 1      | Grêmio               | Independência     | 13 de noviembre | 18:30      | SporTV     |
| Bragantino          | 3 - 0      | Fortaleza            | Nabi Abi Chedid   | 13 de noviembre | 19:00      | Premiere   |
| Internacional       | 2 - 1      | Athletico Paranaense | Beira-Rio         | 13 de noviembre | 19:00      | −          |
| Corinthians         | 3 - 2      | Cuiabá               | Neo Química Arena | 13 de noviembre | 21:00      | SporTV     |
| São Paulo           | 0 - 4      | Flamengo             | Morumbi           | 14 de noviembre | 16:00      | TV Globo   |
| Fluminense          | 2 - 1      | Palmeiras            | Maracaná          | 14 de noviembre | 18:15      | Premiere   |
| Ceará               | 2 - 1      | Sport Recife         | Castelão          | 14 de noviembre | 19:00      | Premiere   |
| Chapecoense         | 0 - 2      | Juventude            | Arena Condá       | 14 de noviembre | 19:00      | Premiere   |
| Bahia               | 2 - 3      | Atlético Mineiro (C) | Arena Fonte Nova  | 2 de diciembre  | 18:00      | Premiere   |

| Jornada 33           | Jornada 33 | Jornada 33          | Jornada 33       | Jornada 33      | Jornada 33 | Jornada 33 |
| Local                | Resultado  | Visitante           | Estadio          | Fecha           | Hora       | TV         |
| -------------------- | ---------- | ------------------- | ---------------- | --------------- | ---------- | ---------- |
| Athletico Paranaense | 0 - 1      | Atlético Mineiro    | Arena da Baixada | 16 de noviembre | 16:00      | TV Globo   |
| Grêmio               | 3 - 0      | Bragantino          | Arena do Grêmio  | 16 de noviembre | 18:00      | SporTV     |
| Cuiabá               | 1 - 0      | Internacional       | Arena Pantanal   | 17 de noviembre | 18:00      | SporTV     |
| Santos               | 2 - 0      | Chapecoense         | Vila Belmiro     | 17 de noviembre | 19:00      | Premiere   |
| América Mineiro      | 0 - 0      | Atlético Goianiense | Independência    | 17 de noviembre | 19:00      | Premiere   |
| Fortaleza            | 0 - 4      | Ceará               | Castelão         | 17 de noviembre | 20:00      | Premiere   |
| Palmeiras            | 0 - 2      | São Paulo           | Allianz Parque   | 17 de noviembre | 20:30      | Premiere   |
| Juventude            | 1 - 0      | Fluminense          | Alfredo Jaconi   | 17 de noviembre | 20:30      | Premiere   |
| Flamengo             | 1 - 0      | Corinthians         | Maracaná         | 17 de noviembre | 21:30      | TV Globo   |
| Sport Recife         | 1 - 0      | Bahia               | Arena Pernambuco | 18 de noviembre | 21:00      | Premiere   |

| Jornada 34          | Jornada 34 | Jornada 34           | Jornada 34        | Jornada 34      | Jornada 34 | Jornada 34 |
| Local               | Resultado  | Visitante            | Estadio           | Fecha           | Hora       | TV         |
| ------------------- | ---------- | -------------------- | ----------------- | --------------- | ---------- | ---------- |
| Bragantino          | 3 - 0      | Sport Recife         | Nabi Abi Chedid   | 28 de octubre   | 19:00      | Premiere   |
| Fortaleza           | 1 - 0      | Palmeiras            | Castelão          | 20 de noviembre | 19:00      | TNT        |
| Chapecoense         | 1 - 3      | Grêmio               | Arena Condá       | 20 de noviembre | 19:00      | SporTV     |
| Atlético Mineiro    | 2 - 0      | Juventude            | Mineirão          | 20 de noviembre | 19:00      | Premiere   |
| Atlético Goianiense | 1 - 1      | Ceará                | Antônio Accioly   | 20 de noviembre | 21:00      | Premiere   |
| Internacional       | 1 - 2      | Flamengo             | Beira-Rio         | 20 de noviembre | 21:30      | SporTV     |
| Corinthians         | 2 - 0      | Santos               | Neo Química Arena | 21 de noviembre | 16:00      | TV Globo   |
| Fluminense          | 2 - 0      | América Mineiro      | Maracaná          | 21 de noviembre | 17:00      | Premiere   |
| Bahia               | 0 - 0      | Cuiabá               | Arena Fonte Nova  | 21 de noviembre | 19:00      | Premiere   |
| São Paulo           | 0 - 0      | Athletico Paranaense | Morumbi           | 24 de noviembre | 21:30      | TV Globo   |

| Jornada 35           | Jornada 35 | Jornada 35       | Jornada 35       | Jornada 35      | Jornada 35 | Jornada 35 |
| Local                | Resultado  | Visitante        | Estadio          | Fecha           | Hora       | TV         |
| -------------------- | ---------- | ---------------- | ---------------- | --------------- | ---------- | ---------- |
| Palmeiras            | 2 - 2      | Atlético Mineiro | Allianz Parque   | 23 de noviembre | 21:30      | TV Globo   |
| Fluminense           | 1 - 0      | Internacional    | Maracaná         | 24 de noviembre | 21:30      | SporTV     |
| Santos               | 2 - 0      | Fortaleza        | Vila Belmiro     | 25 de noviembre | 19:00      | TNT        |
| Ceará                | 2 - 1      | Corinthians      | Castelão         | 25 de noviembre | 20:00      | Premiere   |
| Atlético Goianiense  | 2 - 1      | Bahia            | Antônio Accioly  | 29 de noviembre | 19:00      | Premiere   |
| Juventude            | 1 - 0      | Bragantino       | Alfredo Jaconi   | 30 de noviembre | 19:00      | Premiere   |
| América Mineiro      | 3 - 0      | Chapecoense      | Independência    | 30 de noviembre | 21:00      | Premiere   |
| Grêmio               | 3 - 0      | São Paulo        | Arena do Grêmio  | 2 de diciembre  | 20:00      | SporTV     |
| Athletico Paranaense | 1 - 0      | Cuiabá           | Arena da Baixada | 3 de diciembre  | 19:00      | −          |
| Sport Recife         | 1 - 1      | Flamengo         | Arena Pernambuco | 3 de diciembre  | 20:00      | Premiere   |

| Jornada 36       | Jornada 36 | Jornada 36           | Jornada 36        | Jornada 36      | Jornada 36 | Jornada 36 |
| Local            | Resultado  | Visitante            | Estadio           | Fecha           | Hora       | TV         |
| ---------------- | ---------- | -------------------- | ----------------- | --------------- | ---------- | ---------- |
| Bahia            | 3 - 1      | Grêmio               | Arena Fonte Nova  | 26 de noviembre | 19:00      | Premiere   |
| Bragantino       | 1 - 1      | América Mineiro      | Nabi Abi Chedid   | 27 de noviembre | 19:30      | Premiere   |
| São Paulo        | 2 - 0      | Sport Recife         | Morumbi           | 27 de noviembre | 21:30      | SporTV     |
| Atlético Mineiro | 2 - 1      | Fluminense           | Mineirão          | 28 de noviembre | 16:00      | TV Globo   |
| Corinthians      | 1 - 0      | Athletico Paranaense | Neo Química Arena | 28 de noviembre | 16:00      | TV Globo   |
| Internacional    | 1 - 1      | Santos               | Beira-Rio         | 28 de noviembre | 19:00      | Premiere   |
| Flamengo         | 2 - 1      | Ceará                | Maracaná          | 30 de noviembre | 20:00      | Premiere   |
| Cuiabá           | 1 - 3      | Palmeiras            | Arena Pantanal    | 30 de noviembre | 21:00      | Premiere   |
| Chapecoense      | 0 - 1      | Atlético Goianiense  | Arena Condá       | 3 de diciembre  | 20:00      | SporTV     |
| Fortaleza        | 1 - 0      | Juventude            | Castelão          | 3 de diciembre  | 21:00      | TNT        |

| Jornada 37           | Jornada 37 | Jornada 37          | Jornada 37        | Jornada 37     | Jornada 37 | Jornada 37 |
| Local                | Resultado  | Visitante           | Estadio           | Fecha          | Hora       | TV         |
| -------------------- | ---------- | ------------------- | ----------------- | -------------- | ---------- | ---------- |
| Corinthians          | 1 - 1      | Grêmio              | Neo Química Arena | 5 de diciembre | 16:00      | TV Globo   |
| Atlético Mineiro     | 4 - 3      | Bragantino          | Mineirão          | 5 de diciembre | 16:00      | TV Globo   |
| Bahia                | 2 - 0      | Fluminense          | Arena Fonte Nova  | 5 de diciembre | 16:00      | TV Globo   |
| Ceará                | 0 - 0      | América Mineiro     | Castelão          | 5 de diciembre | 19:00      | Premiere   |
| São Paulo            | 3 - 1      | Juventude           | Morumbi           | 6 de diciembre | 19:00      | Premiere   |
| Athletico Paranaense | 0 - 0      | Palmeiras           | Arena da Baixada  | 6 de diciembre | 19:00      | TNT        |
| Cuiabá               | 1 - 0      | Fortaleza           | Arena Pantanal    | 6 de diciembre | 19:00      | Premiere   |
| Flamengo             | 0 - 1      | Santos              | Maracaná          | 6 de diciembre | 20:00      | Premiere   |
| Internacional        | 1 - 2      | Atlético Goianiense | Beira-Rio         | 6 de diciembre | 20:00      | SporTV     |
| Chapecoense          | 0 - 1      | Sport Recife        | Arena Condá       | 6 de diciembre | 21:00      | Premiere   |

| Jornada 38          | Jornada 38 | Jornada 38           | Jornada 38       | Jornada 38     | Jornada 38 | Jornada 38 |
| Local               | Resultado  | Visitante            | Estadio          | Fecha          | Hora       | TV         |
| ------------------- | ---------- | -------------------- | ---------------- | -------------- | ---------- | ---------- |
| Fluminense          | 3 - 0      | Chapecoense          | Maracaná         | 9 de diciembre | 21:30      | TV Globo   |
| América Mineiro     | 2 - 0      | São Paulo            | Independência    | 9 de diciembre | 21:30      | TV Globo   |
| Grêmio              | 4 - 3      | Atlético Mineiro     | Arena do Grêmio  | 9 de diciembre | 21:30      | TV Globo   |
| Santos              | 1 - 1      | Cuiabá               | Vila Belmiro     | 9 de diciembre | 21:30      | Premiere   |
| Juventude           | 1 - 0      | Corinthians          | Alfredo Jaconi   | 9 de diciembre | 21:30      | Premiere   |
| Atlético Goianiense | 2 - 0      | Flamengo             | Antônio Accioly  | 9 de diciembre | 21:30      | Premiere   |
| Palmeiras           | 1 - 0      | Ceará                | Arena Barueri    | 9 de diciembre | 21:30      | TNT        |
| Fortaleza           | 2 - 1      | Bahia                | Castelão         | 9 de diciembre | 21:30      | TNT        |
| Bragantino          | 1 - 0      | Internacional        | Nabi Abi Chedid  | 9 de diciembre | 21:30      | SporTV     |
| Sport Recife        | 1 - 1      | Athletico Paranaense | Arena Pernambuco | 9 de diciembre | 21:30      | –          |

## Goleadores
- Actualizado el 9 de diciembre de 2021.

| Jugador         | Equipo           | Goles |
| --------------- | ---------------- | ----- |
| Hulk            | Atlético Mineiro | 19    |
| Gilberto        | Bahia            | 15    |
| Michael         | Flamengo         | 14    |
| Ademir          | América Mineiro  | 13    |
| Gabriel Barbosa | Flamengo         | 12    |
| Yuri Alberto    | Internacional    | 12    |
| Ytalo           | RB Bragantino    | 12    |
| Arthur          | RB Bragantino    | 12    |